# Hr.Ms. Celebes (1917)
Hr.Ms Celebes was een geplande Nederlandse lichte kruiser van de Javaklasse, die in 1921 in dienst had moeten komen, maar geschrapt is wegens pacifistisch-geïnspireerde politieke redenen.
Aan het einde van de 19e eeuw kroop Japan politiek en economisch gezien uit zijn schulp en ontwikkelde zich razendsnel. Dat leverde in Nederlands-Indië vage onrust op over de plannen die het Keizerrijk had. In 1902 maakte die vage onrust plaats voor de overtuiging dat Japan een aanval op de Nederlandse kolonie zou wagen. De vraag was alleen wanneer. Nederland zou die aanval helemaal alleen moeten opvangen, want in dat jaar sloten Japan en Groot-Brittannië een samenwerkingsverdrag waardoor de Britten hun eenheden terugverplaatsten naar de Noordzee. In 1913 kwamen de eerste plannen, er moesten (oorspronkelijk) negen slagschepen gebouwd worden, 6 kruisers en tientallen torpedobootjagers, wilde Nederland zichzelf effectief verdedigen tegen de Japanse expansiedrift. De Eerste Wereldoorlog gooide roet in het eten, het veroorzaakte economische problemen en na de oorlog was er een sterk pacifistisch idee aanwezig dat er nooit meer zo'n grote oorlog mocht komen. Hierdoor waren de Nederlandse bevolking en de Tweede Kamer tegen een vlootuitbreiding. De plannen van de kruisers van de Javaklasse waren echter al in werking gezet.
Op 14 juni 1917 werd een begin gemaakt met de kiellegging van Hr.Ms. Celebes, bij de Maatschappij voor Scheeps- en Werktuigbouw Fijenoord in Rotterdam. In 1919 werd door een aantal politieke partijen in Nederland de voorkeur uitgesproken voor een algehele opheffing van de Koninklijke Marine. Hier was geen meerderheid voor in de Tweede Kamer maar de minister van marine, Ch.J.M. Ruys de Beerenbrouck, kon de afbouw van de Hr.Ms. Java en de Hr.Ms. Sumatra alleen goedgekeurd krijgen door af te zien van de afbouw van Hr.Ms. Celebes en de overige drie kruisers die nog op de planning stonden. De bouw van Celebes werd stilgelegd en de dertig ton rompmateriaal die reeds bewerkt waren werden gesloopt.